# 日向市立日知屋東小学校
日向市立日知屋東小学校（ひゅうがしりつ ひちやひがししょうがっこう）は、宮崎県日向市大字日知屋にある公立の小学校。

## 沿革
- 1977年 - 学校名を公募で決定[1]。
- 1978年4月1日 - 開校。
  - 2年生以上の児童は日向市立日知屋小学校から編入した[2]。
- 現在 - 富島中学校と連携型による小中一貫教育[3]を行っている。

## 通学区域
日知屋東小学校の通学区域には以下の区域が指定されている。
- 伊勢ヶ浜
- 塩田
- 塩田団地
- 曽根町1丁目 - 3丁目、4丁目の一部
- 中堀町
- 永江
- 永江町

- 浜町
- 平野の一部
- 平野町
- 深溝
- 古田の一部
- 堀一方
- 山手町

## アクセス
- バス：ぷらっとバス 東2コース、「日知屋東小学校」下車